# Campeonato Pernambucano Série A2 1977
In 1977 werd de eerste editie van het Campeonato Pernambucano Série A2 gespeeld voor voetbalclubs uit de Braziliaanse staat Pernambuco. De competitie werd georganiseerd door de FPF en werd gespeeld van 28 augustus tot 16 oktober. Maguary werd kampioen, maar promoveerde niet naar de hoogste klasse. De competitie werd na dit seizoen opgedoekt en pas in 1995 heringevoerd. 

## Eindstand
| Plaats | Club                  | Wed. | W | G | V | Saldo | Ptn. |
| ------ | --------------------- | ---- | - | - | - | ----- | ---- |
| 1.     | Maguary               | 9    | 6 | 2 | 1 | 17:7  | 14   |
| 2.     | Ferroviário do Recife | 9    | 6 | 2 | 1 | 11:4  | 14   |
| 3.     | União Peixe           | 9    | 5 | 4 | 0 | 16:10 | 14   |
| 4.     | AGA                   | 9    | 4 | 1 | 4 | 14:8  | 9    |
| 5.     | Flamengo de Arcoverde | 9    | 3 | 3 | 3 | 13:10 | 9    |
| 6.     | DR-5                  | 9    | 4 | 1 | 4 | 9:10  | 9    |
| 7.     | Independente          | 9    | 3 | 2 | 4 | 8:12  | 8    |
| 8.     | Santo Amaro           | 9    | 1 | 5 | 3 | 7:10  | 7    |
| 9.     | Íbis                  | 9    | 1 | 3 | 5 | 10:15 | 5    |
| 10.    | Central Barreiros     | 9    | 0 | 1 | 8 | 8:27  | 1    |

|  | Kampioen |

Wedstrijden
| Datum | Thuisteam         | Score | Uitteam           |
| ----- | ----------------- | ----- | ----------------- |
| 28/08 | Central Barreiros | 0 - 1 | Ferroviário       |
| 28/08 | AGA               | 3 - 0 | Independente      |
| 28/08 | União Peixe       | 3 - 2 | Íbis              |
| 28/08 | DR-5              | 1 - 0 | Santo Amaro       |
| 28/08 | Maguari           | 3 - 2 | Flamengo          |
| 04/09 | DR-5              | 1 - 2 | Ferroviário       |
| 04/09 | Central Barreiros | 1 - 3 | Íbis              |
| 04/09 | União Peixe       | 1 - 1 | Maguari           |
| 04/09 | Flamengo          | 0 - 1 | AGA               |
| 04/09 | Independente      | 2 - 0 | Santo Amaro       |
| 07/09 | DR-5              | 1 - 1 | Íbis              |
| 07/09 | Central Barreiros | 0 - 4 | Maguari           |
| 07/09 | AGA               | 0 - 1 | União Peixe       |
| 07/09 | Flamengo          | 3 - 0 | Independente      |
| 07/09 | Ferroviário       | 2 - 0 | Santo Amaro       |
| 11/09 | Maguari           | 2 - 0 | DR-5              |
| 11/09 | AGA               | 7 - 1 | Central Barreiros |
| 11/09 | União Peixe       | 2 - 1 | Independente      |
| 11/09 | Flamengo          | 0 - 0 | Santo Amaro       |
| 11/09 | Ferroviário       | 2 - 0 | Íbis              |
| 17/9  | Santo Amaro       | 0 - 0 | Íbis              |
| 18/09 | DR-5              | 2 - 0 | AGA               |
| 18/09 | Independente      | 3 - 2 | Central Barreiros |
| 18/09 | União Peixe       | 1 - 1 | Flamengo          |
| 18/09 | Maguari           | 2 - 0 | Ferroviário       |
| 25/09 | DR-5              | 2 - 0 | Independente      |
| 25/09 | Central Barreiros | 2 - 2 | Flamengo          |
| 25/09 | União Peixe       | 2 - 2 | Santo Amaro       |
| 25/09 | AGA               | 0 - 1 | Ferroviário       |
| 25/09 | Maguari           | 3 - 2 | Íbis              |
| 02/10 | DR-5              | 1 - 3 | Flamengo          |
| 02/10 | Central Barreiros | 2 - 3 | União Peixe       |
| 02/10 | Maguari           | 1 - 1 | Santo Amaro       |
| 02/10 | Independente      | 0 - 0 | Ferroviário       |
| 02/10 | AGA               | 2 - 1 | Íbis              |
| 09/10 | DR-5              | 0 - 2 | União Peixe       |
| 09/10 | Central Barreiros | 1 - 3 | Santo Amaro       |
| 09/10 | Flamengo          | 0 - 2 | Ferroviário       |
| 09/10 | Independente      | 1 - 1 | Íbis              |
| 09/10 | AGA               | 0 - 1 | Maguari           |
| 16/10 | DR-5              | 1 - 0 | Central Barreiros |
| 16/10 | AGA               | 1 - 1 | Santo Amaro       |
| 16/10 | União Peixe       | 1 - 1 | Ferroviário       |
| 16/10 | Flamengo          | 2 - 0 | Íbis              |
| 16/10 | Maguari           | 0 - 1 | Independente      |

## Kampioen
| Campeonato Pernambucano de 1977 - Série A2 |
| Pernambuco                                 |
| ------------------------------------------ |
| MAGUARY Kampioen (1° titel)                |